# Zelenecká Lhota
Zelenecká Lhota är en ort i Tjeckien. Den ligger i den centrala delen av landet, 60 km nordost om huvudstaden Prag. Zelenecká Lhota ligger 333 meter över havet och antalet invånare är 169.
Terrängen runt Zelenecká Lhota är huvudsakligen platt. Zelenecká Lhota ligger uppe på en höjd.Runt Zelenecká Lhota är det ganska tätbefolkat, med 56 invånare per kvadratkilometer. Närmaste större samhälle är Mladá Boleslav, 19,5 km väster om Zelenecká Lhota. Trakten runt Zelenecká Lhota består till största delen av jordbruksmark.